# Koprski zaliv
Kóprski zalív (italijansko Baia di Capodistria, Vallone di Capodistria) je 18 km² velik zaliv v severnem delu Jadranskega morja, del Tržaškega zaliva, ki je na severni strani omejen z Debelim rtičem, na južni pa s piranskim Rtom Madona. 
Vsebuje več manjših zalivov: Ankaranski zaliv (z Zalivom Valdoltra),  Semedelski zaliv, Zaliv Viližan, Simonov zaliv, Mesečev zaliv, Strunjanski zaliv. 

## Opis
Koprski zaliv je (za razliko od Piranskega) edini morski zaliv, ki je v celoti na ozemlju Slovenije. Ob njem ležijo mesta Ankaran, Koper s tovornim pristaniščem, Luko Koper in Izola ter delno Piran. Najpomembnejši pritok je reka Rižana, v Kopru tudi potok Badaševica. Globina večine morskega dna v zalivu je manjša od 20 m. Najjužnejša točka zaliva je rt Madona, najsevernejša pa Debeli rtič.

## Novejša zgodovina
Od leta 1785, ko je bilo mesto Koper še na otoku, se je zaradi nasipavanja površina zaliva zmanjšala za približno 4 km², nastala pa je laguna Škocjanski zatok. Naravna znamenitost, ki je nastala z izkopavanjem in nasipavanjem mulja zaradi poglabljanja dna pri širitvi Luke Koper, je t.i. školjčna sipina pri Ankaranu.

## Zaščitena območja
Glavno zaščiteno območje v zalivu je Krajinski park Strunjan, s solinami in znamenitim klifom v Naravnem rezervatu Strunjan. Manjši klifi se pojavljajo tudi na Debelem rtiču. Globina večine morskega dna v Koprskem zalivu je manjša od 20 m.